# Macromitrium lauterbachii
Macromitrium lauterbachii är en bladmossart som beskrevs av Brotherus och Fleischer 1904. Macromitrium lauterbachii ingår i släktet Macromitrium och familjen Orthotrichaceae. Inga underarter finns listade i Catalogue of Life.